# Australische scherpsnuithaai
De Australische scherpsnuithaai (Rhizoprionodon taylori) is een vis uit de familie van roofhaaien (Carcharhinidae), orde grondhaaien (Carcharhiniformes), die voorkomt in het oosten van de Indische Oceaan en het westen van de Grote Oceaan.

## Beschrijving
De Australische scherpsnuithaai kan een lengte bereiken van 69 centimeter en kan maximaal 7 jaar oud worden. Het lichaam van de vis heeft een langgerekte vorm.
De vis heeft twee rugvinnen en één aarsvin.

## Leefwijze
De Australische scherpsnuithaai is een zoutwatervis die voorkomt in tropische wateren. De soort is voornamelijk te vinden in kustwateren en in ondiepe wateren op een diepte van hooguit 110 meter.
Het voedingspatroon van de vis bestaat uit macrofauna en vis.